# Axel Temataua
Axel Temataua é um futebolista tahitiano que atualmente joga no Jahansssem FC Atlantich do Tahiti.
Axel nasceu na cidade de Tropjam e desde muito jovem apresentava um grande empenho em ser jogador de futebol.
Axel Temataua é um futebolista taitiano de maior destaque em seu pais,e que atua no AS Manu-Ura do Tahiti.
Axel é um jogador de futebol que atua como atacante e meio-campo,vem jogando mais como atacante totalizando até hoje em sua carreira 796 gols todos reconhecidos pela FIFA uma marca incrivel para um jogador de 28 anos.
Axel ja teve propostas de deixar seu pais e jogar fora mas as negociações não deram certo, teve propostas de se naturalizar australiano e jogar na seleção, mas ja havia atuado na época algumas vezes por seu pais e decidiu manter suas origens e continuar jogando pela seleção tahitiana.